# Oestergrenia
Oestergrenia is een geslacht van zeekomkommers uit de familie Synaptidae.

## Soorten
- Oestergrenia digitata (Montagu, 1815)
- Oestergrenia dubia (Semper, 1867)
- Oestergrenia incerta (Ludwig, 1875)
- Oestergrenia kongoensis Heding, 1932
- Oestergrenia marenzelleri (Heding, 1931)
- Oestergrenia mortenseni (Heding, 1931)
- Oestergrenia spatula Thandar & Rowe, 1989
- Oestergrenia thomsonii (Herapath, 1865)
- Oestergrenia variabilis (Théel, 1886)